# Pfarrkirche Harmannsdorf

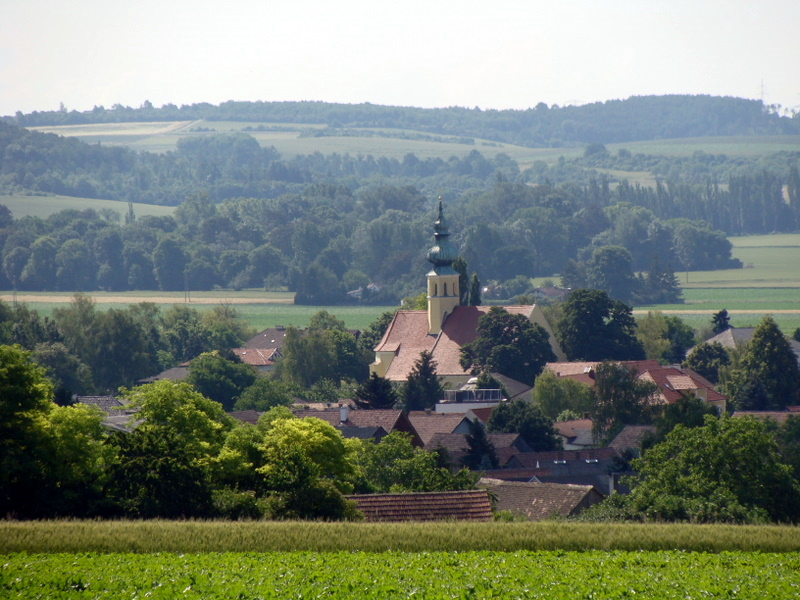
Katholische Pfarrkirche hl. Hippolyt und Kreuzauffindung in Rückersdorf-Harmannsdorf

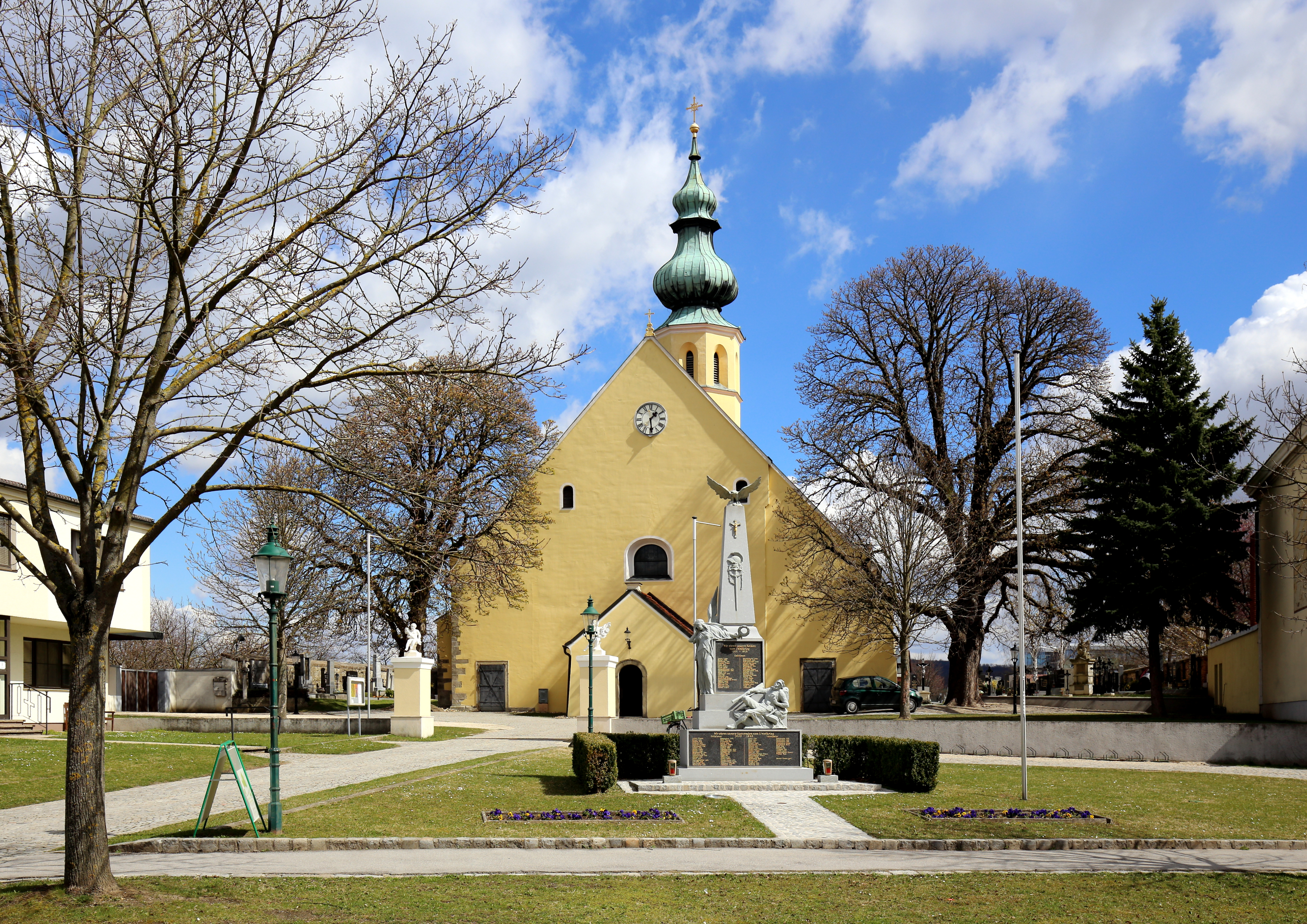
Westliche Giebelfront, davor ein Kriegerdenkmal

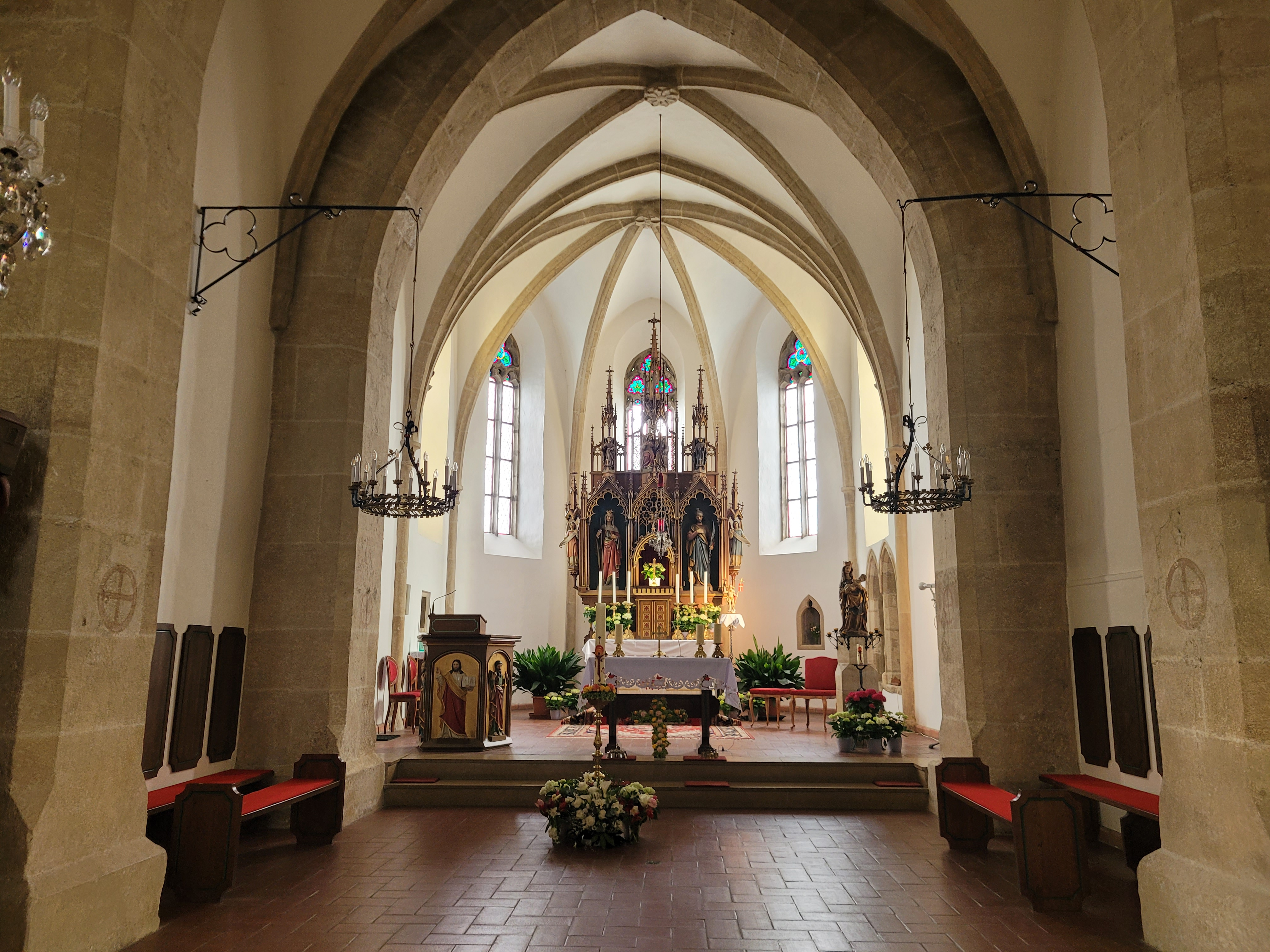
Altarraum

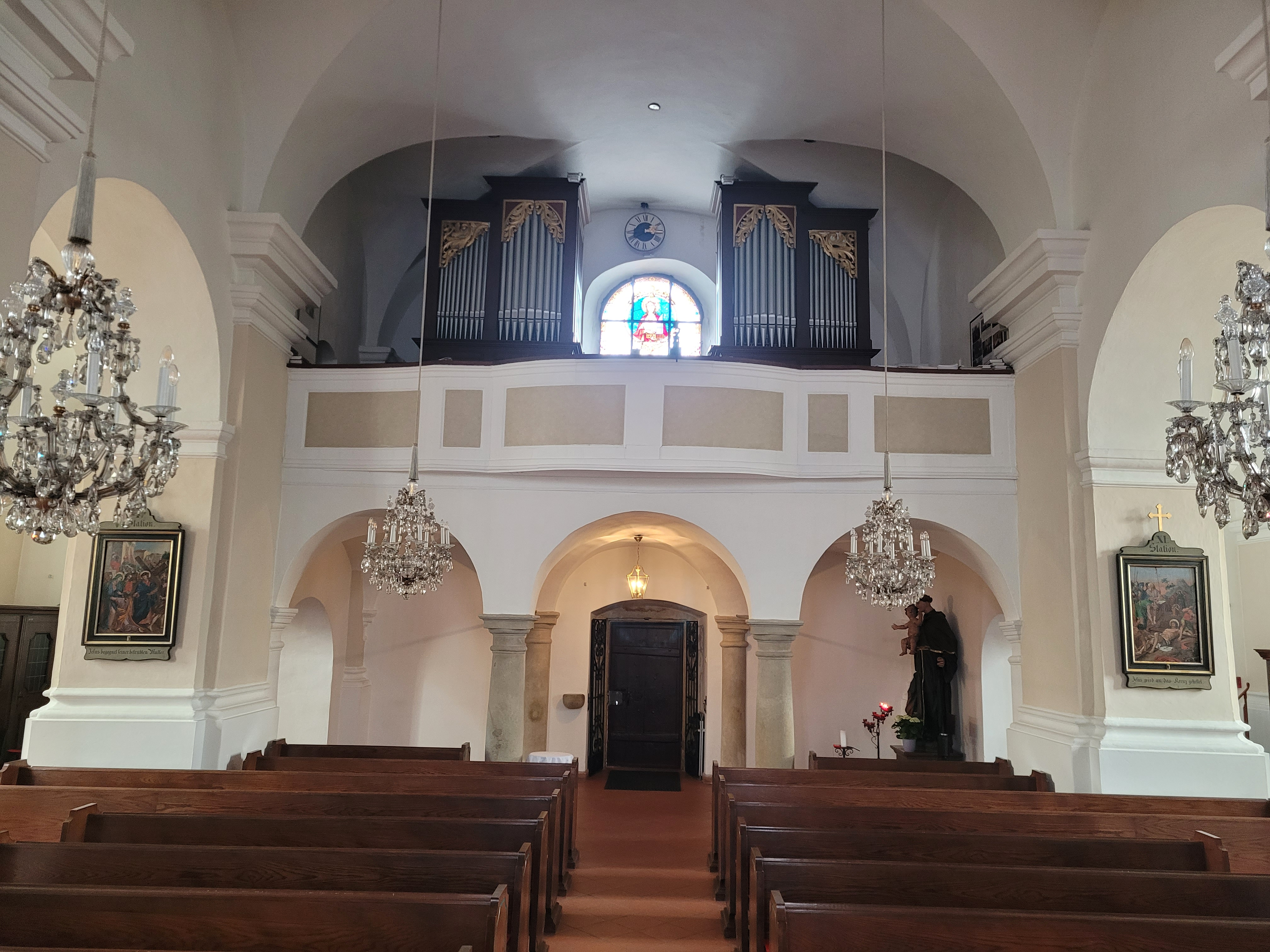
Blick zum Chor

Die Pfarrkirche Harmannsdorf steht im Ort Rückersdorf in der Marktgemeinde Harmannsdorf im Bezirk Korneuburg in Niederösterreich. Die dem Patrozinium hl. Hippolyt und Kreuzauffindung unterstellte römisch-katholische Pfarrkirche gehört zum Dekanat Korneuburg im Vikariat Unter dem Manhartsberg in der Erzdiözese Wien. Die Kirche steht unter Denkmalschutz (Listeneintrag).

## Geschichte
Um 1250 wurde ein Vikariat genannt. 1789 wurde die Kirche von der Pfarre Niederhollabrunn abgetrennt und zur Pfarrkirche erhoben. Der im Kern romanische Bau hat einen Chor und eine Südkapelle aus dem zweiten Viertel des 14. Jahrhunderts. Das nördliche Seitenschiff aus Bruchsteinmauerwerk ist aus dem 15. Jahrhundert. Das wohl spätere südliche Seitenschiff ist aus Ziegelmauerwerk. Die Kirche wurde 1689 barockisiert.

## Architektur
Kirchenäußeres
Die gestaffelte dreischiffige Langhaus mit Strebepfeilern unter einem Satteldach ist südlich tiefer herabgezogen. Die westliche Giebelfassade hat in der nördlichen Ecke Ortsteine im mittig in der Mittelschiffbreite romanisches Quadermauerwerk. Vor dem Westportal steht eine barocke Vorhalle aus 1726. Die Portale der Seitenschiffe und die Rundbogenfenster und der Zwiebelhelm sind barock.
Der polygonal geschlossene Chor hat Strebepfeiler mit Pultdächern und im Schluss drei zweibahnige Maßwerkfenster. In der Verlängerung des südlichen Seitenschiffes südlich am Chor steht eine gotische einjochige Kapelle mit einem Fünfachtelschluss mit zwei Maßwerkfensters im südöstlichen Chorschluss. Nördlich am Chor ist eine Sakristei angebaut.
Kircheninneres
In der Kirche ist die Vorhalle kreuzgratgewölbt. Das dreischiffige dreijochige Mittelschiff unter einer Stichkappentonne hat zu den Seitenschiffen Rundbogenarkaden auf im Kern romanischen Pfeilern, welche 1686 mit Pilastern auf hohen Sockeln ummantelt wurden. Die Orgelempore ist kreuzgratunterwölbt mit vorschwingender Brüstung auf zwei toskanischen Säulen. Die Seitenschiffe haben Kreuzgratgewölbe auf Pilaster und Gesims. Der zweijochige Chor mit einem Fünfachtelschluss hat im westlichen Joch ein Kreuzrippengewölbe zwischen Verstärkungsgurten für den dort situierten Turm, wobei der westliche Gurt den Triumphbogen zum Langhaus bildet. Das zweite Joch und der Schluss des Chores ist erhöht unter einem Kreuzrippengewölbe mit reliefierten Schlusssteinen Rosette und Taube auf Runddiensten mit schlichten Kelchkapitellen und Schaftringen. In der rechten Chorwand ist eine biforigen Session mit Rundstabrahmung. In der linken Chorwand ist ein Spitzbogenportal zur zweijochigen kreuzgratgewölbten Sakristei. Die Südkapelle ist einjochig mit einem Fünfachtelschluss und ist mit einem eingezogenene Triumphbogen mit dem südlichen Seitenschiff verbunden. Das Joch hat ein sechsteiliges Kreuzrippengewölbe mit gekehlten Rippen mit reliefierten Schlusssteinen auf schlichten Konsolen. Die zweiteilige Session der Südkapelle hat eingeschriebene Dreipässe. 
Die Glasfenster im Langhaus und Chor entstanden um 1900. Die Glasfenster der Südkapelle entstanden um 1960–1970.

## Ausstattung
Der Hochaltar auf einer gotischen Steinmensa – verkleidet mit einer Marmorplatte – ist ein neugotischer Schnitzaltar und trägt in Nischen die Figuren Helena und Hippolit und im Gesprenge Dreifaltigkeit zwischen Rosalia und Leonhard. Der Seitenaltar im nördlichen Seitenschiff trägt eine barocke Schnitzfigur Josef aus dem Anfang des 18. Jahrhunderts. In der Südkapelle steht anstelle eines Altars die Figurengruppe Christus am Kreuz mit Maria und Johannes aus Holz um 1700. Am Triumphbogen sind die barocken Konsolfiguren Leopold und Florian. Die barocke Figur Antonius steht unter der Orgelempore und war ursprünglich das Pendant zum Josef. Die Kreuzwegbilder sind neugotisch. Das Weihwasserbecken ist aus 1751.
Die Orgel mit 14 Registern wurde von Franz Strommer Ende des 19. Jahrhunderts gebaut. Es gibt eine Glocke um 1800.